# Yannis Markopoulos

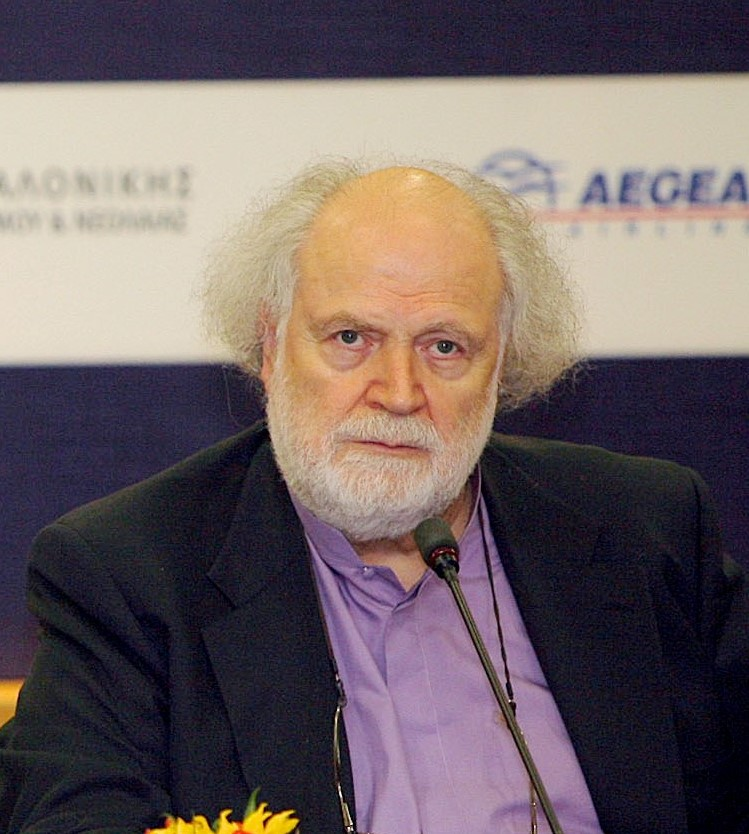
Yannis Markopoulos (2008)

Yannis Markopoulos (griechisch Γιάννης Μαρκόπουλος, Giannis Markopoulos, * 18. März 1939 in Iraklio, Kreta; † 10. Juni 2023 in Athen) war ein griechischer Komponist und Sänger.

## Leben

### Kindheit und Jugend
Yannis Markopoulos wurde im Jahre 1939 in Iraklio auf Kreta geboren und stammt aus einer alten Familie der Insel. Er ist der Sohn des Präfekten der Region Lasithi Georg Markopoulos, seine Mutter war Irene Aeraki aus Sitia. Der bedeutende griechische Komponist verbrachte seine Jugend in Ierapetra. Bereits als Achtjähriger lernte er Violine und Klarinette und spielte in einer lokalen Band von Ierapetra kretische Volksmusik. Neben der traditionellen kretischen Musik prägte auch die symphonische Musik seine ersten Musikerfahrungen maßgeblich.
Nach Abschluss des Gymnasiums ging er 1956 nach Athen, um am Athener Konservatorium bei dem Komponisten Georg Sklavos und dem Geigenlehrer Joseph Bustidui zu studieren. Dort begann er seine Karriere mit der Komposition von Musicals. Er beschäftigte sich nicht nur mit der traditionellen griechischen und insbesondere kretischen Musik, sondern auch mit der byzantinischen Kirchenmusik und entwickelte aus beiden einen eigenen Stil populärer zeitgenössischer griechischer Musik. Zugleich wurde er zum Studium der Philosophie und der Soziologie an der Pantion-Universität Athen zugelassen.

### Erste Karriereschritte
Markopoulos hatte seine größten Erfolge in den 60er und 70er Jahren und war zu dieser Zeit eine der führenden Figuren in der griechischen Musik. Im Jahre 1963 wurde er für seine Musik für den Film Mikres Aphrodites/Kleine Aphroditen des Regisseurs Nikos Koundouros im Internationalen Filmfestival Thessaloniki ausgezeichnet. Im selben Jahr wurden seine Kompositionen Theseus (Musik für Ballett), Hiroshima (Ballett-Suite) und Tria skiza gia choro/Drei Skizzen für den Tanz von jungen Musik- und Tanzensembles uraufgeführt.
1967 wurde die Militärdiktatur errichtet und Markopoulos musste Griechenland verlassen. In London arbeitete er mit der englischen Komponistin Elisabeth Lutyens zusammen. Während dieser Zeit komponierte er die weltliche Kantate Ilios o protos/Sonne, die Erste von Odysseas Elytis – ausgezeichnet mit dem Nobelpreis im Jahr 1979 – sowie die Musik für Aristophanes Lysistrata für das Theatron Technis unter Regie von Karolos Koun. Gleichzeitig vollendete er die Komposition der zeremoniellen Musik Ιδού ο Νυμφίος/Siehe, der Bräutigam, die immer noch unveröffentlicht bleibt, mit Ausnahme des Teils Ζάβαρα-κάτρα-νέμια/Sawara-katra-nemia, das eins der bekanntesten Werke des Komponisten ist. In dieser Zeit lernte er die Komponisten Iannis Xenakis und Jani Christou kennen und machte sich mit deren innovativen Musikprojekten vertraut. In London komponierte er schließlich die Chrismous/Orakel für Symphonieorchester sowie die ersten Πυρρίχιοι/Pyrrichioi Tänze, deren Komposition er 2001 vollendete. Diese Werke wurden im Jahr 1968 vom London Concertante in der Queen Elizabeth Hall uraufgeführt. In dieser Zeit komponierte er auch die Musik für The Tempest/Der Sturm (Shakespeare), der vom Royal National Theatre unter Regie von David Hugh Jones in London aufgeführt wurde.

### Musik gegen die Militärdiktatur
Im Jahr 1969 kehrte er nach Athen zurück, um mit seinen Werken einen Beitrag zur Wiederherstellung der Demokratie zu leisten. Von ihm geschaffene Protestlieder gegen die Griechische Militärdiktatur 1967–1974, die zumeist von dem auch aus Kreta stammenden Sänger Nikos Xylouris gesungen wurden, trugen maßgeblich zu seiner Popularität bei. Markopoulos entdeckte in den 70er Jahren u. a. die Sängerin Lizetta Nikolaou, er führte eine neue und eigenartige Orchesterform ein und brachte mit seiner Orchestrierung die harmonische Koexistenz von symphonischen und traditionellen Instrumenten zum Ausdruck. Gleichzeitig schlug er emphatisch das „Zurück zu den Wurzeln“ vor. Damit meinte er die „Gestaltung der Zukunft durch Introspektion und Hinwendung zu den unzerstörbaren Quellen der lebendigen Kunst der Welt sowie zu ausgewählten zeitgenössischen Kunstwerken“. Dieser Vorschlag von ihm nahm die Dimensionen einer Kunstbewegung an. Kurz darauf gründete er das Orchester Palintonos Armonia, das aus symphonischen und traditionellen griechischen Instrumenten besteht. Er stellte seine Werke im Tonstudio Lidra vor. Seine Lieder Oi ochtroi (Die Feinde), Ta logia ke ta chronia (Die Worte und die Jahre), Chilia myria kymata (Tausende Myriaden Wellen), Lengo-Hellas, O Gigandas (Der Riese), Kato stis Margaritas to alonaki (Da unten auf dem kleinen Dreschboden von Margarita), To kafenion i Ellas (Das Café Hellas), O topos mas ine klistos (Unser Land ist umschlossen), Ta paraponemena logia (Die klagenden Worte), Milo gia ta pedia mou (Ich spreche für meine Kinder) und viele anderen waren symbolische Protestlieder gegen die Diktatur. Große Popularität genossen auch die mehrgliedrigen Werke Eleftheroi Poliorkimenoi (Die freien Belagerten), Ο Stratis thalassinos anamesa stous agapanthous/Stratis thalassinos (Zwischen den Schmucklilien), Ilios o Protos (Sonne, die Erste), Chroniko (Chronik), Thiteia (Dienstzeit) und Metanastes (Auswanderer). Die meisten seiner Kompositionen basieren nicht nur auf Elementen traditioneller griechischer Musik, sondern auch auf Texten berühmter griechischer Dichter wie Dionysios Solomos, Giorgos Seferis, Odysseas Elytis, Giannis Ritsos, Kostas Georgousopoulos, Dimitris Varos oder Michalis Katsaros.

### Schaffen nach Wiederherstellung der Demokratie
Mit der Titelmusik zu der britischen TV-Series „Who Pays the Ferryman?“ gelang ihm ein internationaler Hit. Das erfolgreiche Musikthema der Serie stand monatelang an der Spitze der britischen Charts und machte den Komponisten international bekannt. In den darauf folgenden Jahren erhielt Markopoulos zahlreiche Einladungen und machte mehrere Touren weltweit. Er besuchte und gab Konzerte in New York, Philadelphia, Chicago, San Francisco, Toronto, Montreal, Stockholm, Amsterdam, Neapel, Paris, Berlin, München, Frankfurt, Brüssel, London und in verschiedenen Städten Russlands und Australiens.
In seiner künstlerischen Produktion dieser Zeit nahm die Musik für Theater und Film einen hohen Stellenwert ein: Musik für die Theaterstücke von Euripides, Aristophanes, Menander, William Shakespeare, Anton Pawlowitsch Tschechow, Samuel Beckett aber auch von modernen griechischen Dramatikern sowie für die Filme von Nikos Koundouros, Jules Dassin, George Cosmatos, Manousos Manousakis, George Skalenakis, Grigoriou u. a.

### Schaffen in den 80er, in den 90er Jahren und am Beginn des 21. Jahrhunderts
Im Jahr 1980 heiratete er seine langjährige Mitarbeiterin und Sängerin Vassiliki Lavina. Ihre gemeinsame Tochter wurde dann geboren. Für eine gewisse Zeit suchte der Komponist nach mehr Privatleben mit seiner Familie und eröffnete ein neues Kapitel in seiner Musikproduktion. Zu den Kompositionen dieser Zeit zählen Kammermusikwerke, vier Quartette, zwei Sonaten, fünf Musikstücke für Klavier und Violine. Auch größere Kompositionen wie die Konzert-Rhapsodie für Kretische Lyra und Symphonieorchester; die Mitroa gia orchistra enchordon/Matrikeln für Streichorchester; die Symphonia tis Iasis/Symphonie der Heilung sowie zwei Oratorien und zwei Liederzyklen wurden veröffentlicht. 1994 komponierte er eines seiner wichtigsten Werke, die Liturgie des Orpheus – für Stimme, Chor und Orchester –, die sich philosophisch der Neudefinition der Beziehung zwischen Mensch und Natur widmet. Es folgten die Ana-gennisi Kriti anamesa se Venetia κe Πoli/Re-naissance – Kreta zwischen Venedig und Konstantinopel: Eine musikalische Reise in vier Einheiten; die Oper Erotokritos und Areti; die Schimata se kinisi/Formen in Bewegung; die Ευήλια τοπία/ Sonnige Landschaften: Fantasie für Soloflöte; O Nomos tis Thalporis/Das Gesetz der Behaglichkeit: Oratorium/musikalisches Spektakel für Solostimmen, Chor, Blasorchester, Ballett und Bilder; 16 Pyrrichioi Choroi (1980–2001)/Sechzehn Pyrrichii Tänze (1980–2001); das Triptycho gia flaouto, enchorda ke arpa/Triptychon für Querflöte, Streichinstrumente und Harfe (2007) und die Erotiki Symphonia/Symphonie des Eros (2010).

## Diskografie
CDs und digitalisierte LPs
- 2009: Η λειτουργία του Ορφέα (Die Liturgie des Orpheus): Für Solostimmen, gemischten Chor, Sprecher und Symphonieorchester
- 2009: Σχήματα σε κίνηση (Formen in Bewegung): Klavierkonzert, für Soloklavier und Symphonieorchester
- 2004: Ο ταχύτατος Λούης (Der superschnelle Spyridon Louis): Für Solostimmen, gemischten Chor und Symphonieorchester
- 2003: Ερωτόκριτος και Αρετή (Erotókritos und Aretí): Oper in zwei Akten
- 2001: Το τραγούδι του Αχιλλέα (Das Lied von Achilles): Für Solostimmen, gemischten Chor, Sprecher und Symphonieorchester
- 1996: Ανα-γέννηση – Κρήτη ανάμεσα σε Βενετιά και Πόλη (Re-naissance – Kreta zwischen Venedig und Konstantinopel): Musikaufführung in zwei Akten mit vier Abschnitten
- 1998: Φίλοι που φεύγουν (Freunde, die weggehen): Liederkreis
- 1996: Ανταύγειες (Schimmer): Orchestrale Erinnerungen an Bewegungen und Bilder
- 1994: Η λειτουργία του Ορφέα (Die Liturgie des Orpheus): Für Solostimmen, gemischten Chor, Sprecher und Symphonieorchester
- 1988: Μουσική για το Δομήνικο Θεοτοκόπουλο—Ελ Γκρέκο (Musik für Dominikos Theotokopoulos—El Greco): Suite für Instrumente der Renaissance
- 1983: Σειρήνες (Sirenen): Musikreise in vier Zeitalter in der Form des Oratoriums
- 1980: Ορίζοντες (Horizonte): Liederkreis
- 1980: Ντενεκεδούπολη (Blechdosenstadt): Musikaufführung für Kinder
- 1979: Σεργιάνι στον κόσμο (Spaziergang durch die Welt): Liederkreis in vier Einheiten
- 1978: Who pays the Ferryman? (Wer Bezahlt den Fährmann?): Musik für die gleichnamige Fernsehserie von BBC.
- 1978: Περιοδεία πρώτη (Erste Tour): 13 Kompositionen für Orchester
- 1977: Οι ελεύθεροι πολιορκημένοι (Die freien Belagerten): Volksliturgie, für Solostimmen, Sprecherin und Orchester
- 1975: Οροπέδιο (Hochebene): Musikdialog
- 1974: Θητεία (Dienstzeit): Musikwerk in neun Teilen in Form einer atypischen Oper
- 1974: Μετανάστες (Auswanderer): Liederkreis
- 1974: Θεσσαλικός κύκλος (Thessalischer Kreis): Volksmusikstück mit theatralischen Schnappsschuüssen
- 1973: Ο Στρατής Θαλασσινός ανάμεσα στους αγαπανθούς και άλλα τραγούδια (Stratis Thalasinos zwischen den Schmucklilien und andere Lieder): für Solostimmen, Chor und Orchester
- 1973: Ανεξάρτητα (Unabhängige): Reihe von Liedern
- 1972: Ιθαγένεια (Nationalität): Für Solostimmen und Orchester
- 1972: Τα τραγούδια του νέου πατέρα (Die Lieder des jungen Vaters): Liederkreis
- 1970: Χρονικό (Chronik): Für Solostimmen und Orchester
- 1969: Ήλιος ο πρώτος (Sonne, die Erste): Für Solostimmen, Sprecher, Frauenchor und Orchester
- 1961: Θησέας (Theseus): Ballett

Ältere LPs und Kassetten
- 1963: ΘΗΣΕΑΣ – Μαίρη Δαλάκου – Theseus
- 1964: Το κορίτσι με το κορδελάκι
- 1965: No Mister Johnson (12 λαϊκά σχήματα)
- 1967: Το πιο λαμπρό αστέρι (Filmmusik) – Der hellste Stern
- 1968: Επιχείρησις Απόλλων – Unternehmen Apollo
- 1969: Ήλιος ο πρώτος (Philips) – Die erste Sonne
- 1970: Χρονικό (Philips) – Chronik
- 1971: Ριζίτικα (ΜΙΝΟS)
- 1972: Ιθαγένεια (MINOS)
- 1972: Διάλειμμα (ΜΙΝΟS)
- 1974: Μετανάστες (ΜΙΝΟS) – Auswanderer
- 1974: Θητεία (Columbia) – Dienst
- 1974: Θεσσαλικός κύκλος (ΜΙΝΟS) – Thessalischer Kreis
- 1975: Τα τραγούδια του νέου πατέρα (Polydor) – Die Lieder des neuen Vaters
- 1975: Ανεξάρτητα (ΜΙΝΟS) – Unabhängig
- 1976: Οροπέδιο (ΜΙΝΟS) – Hochebene
- 1976: Λαϊκά κεντήματα-14 τραγούδια με ορχήστρα (Polydor)
- 1976: Εργάτες (Columbia) – Arbeiter
- 1977: Ελεύθεροι πολιορκημένοι (ΜΙΝΟS)
- 1978: Περιοδεία πρώτη-13 τραγούδια με ορχήστρα (Mercury)
- 1979: Σεργιάνι στον κόσμο (ΜΙΝΟS)- Spaziergang durch die Welt
- 1980: Ντενεκεδούπολη (ΜΙΝΟS)
- 1980: Χρυσές επιτυχίες του Γιάννη Μαρκόπουλου (ΜΙΝΟS)
- 1981: Ορίζοντες (ΜΙΝΟS) – Horizonte
- 1982: "Βαριά λαϊκά" (ΜΙΝΟS)
- 1982: Παίζει Γιάννη Μαρκόπουλο (ΜΙΝΟS)
- 1983: Παράθυρο στη Μεσόγειο (ΜΙΝΟS)- Fenster zum Mittelmeer
- 1984: Του σίδερου και του νερού (Mercury) – Von Eisen und Wasser
- 1985: Ρεπορτάζ (ΜΙΝΟS) – Reportage
- 1987: Τολμηρή επικοινωνία (CBS) – Mutige Kommunikation
- 1988: Ο Γιάννης Μαρκόπουλος στον Ελληνικό κινηματογράφο (ΜΙΝΟS)
- 1988: Ηλεκτρικός Θησέας (CBS) – Elektrischer Theseus
- 1988: Στον Ελληνικό κινηματογράφο (ΜΙΝΟS) – Im griechischen Kino
- 1990: Τα κλασσικά του Γιάννη Μαρκόπουλου (ΜΙΝΟS)
- 1990: Η συναυλία στο Ηρώδειο (live) (Philips) – Konzert im Herodion (live)
- 1991: Φίλοι που φεύγουν (ΜΙΝΟS) – Freunde, die weggehen
- 1992: Κύκλοι (ΜΙΝΟS) – Kreise
- 1996: Ενότητες (ΜΙΝΟS) – Einheiten
- 1996: Ανα-γέννηση (Lyra) – Wieder-Geburt
- 1996: 16 Σπάνιες ηχογραφήσεις 1964–1966 (Polydor) – 16 seltene Aufnahmen 1964–1966
- 1997: Αθέατος σφυγμός (Columbia) – Unsichtbarer Pulsschlag